# Slå nollan till polisen
Slå nollan till polisen (engelska: Dial M for Murder, i Finland: Det perfekta brottet) är en amerikansk kriminal-mysteriefilm från 1954 i regi av Alfred Hitchcock. I huvudrollerna ses Grace Kelly, Ray Milland, Robert Cummings och John Williams. Filmen är baserad på en pjäs av den brittiske författaren Frederick Knott. Filmens handling utspelar sig huvudsakligen på en och samma plats, i en lägenhet i London.
År 1998 producerades en nyinspelning av filmen, Ett perfekt mord, med bland andra Michael Douglas, Gwyneth Paltrow och Viggo Mortensen i rollerna.

## Handling
Den före detta tennisspelaren Tony Wendice (Ray Milland) har gift sig med Margot (Grace Kelly) för hennes förmögenhets skull. Margot är dock inte kär i sin make, utan har ett förhållande med Mark Halliday (Robert Cummings), en manusförfattare, från USA. Margots make Tony har fått vetskap om kärleksförhållandet och oroar sig för att hans hustru vill skiljas och att han därmed skall komma att gå miste om hennes kapitaltillgångar. Han planerar därför att mörda henne och anlitar för detta en gammal studiekamrat, som numera är kriminell.
Studiekamraten Swann (Anthony Dawson) skall fingera ett inbrott i det äkta parets bostad, medan maken skaffar sig ett alibi på annan ort. Det är meningen att Margot skall överraska "inbrottstjuven", så att denne i panik stryper henne och lämnar platsen hals över huvud. Swann smyger in i lägenheten och gömmer sig bakom ett draperi, försedd med en scarf för sin mordiska uppgift. För att locka upp sin sovande hustru ur sängen, ringer Tony till lägenheten, och Margot yrar upp iklädd endast ett tunt nattlinne, vilket ytterligare framhäver hennes utsatthet.
Swann attackerar Margot bakifrån, men hon visar sig ovanligt stark, och i tumultet hugger hon honom i ryggen med en sax. Han segnar döende ner på golvet. Tony kommer efter ett tag hem, och tillsammans med Margot beslutar han sig för att ringa polisen. Tony har nämligen i sitt huvud kokat ihop en ny plan, eftersom den ursprungliga gick i baklås. Till polisen säger han att Swann utövade utpressning mot den otrogna Margot, och att hon släppte in honom i lägenheten och mördade honom. Genom sluga resonemang och fabricerade bevis får Tony polisen att tro på hans historia. Margot ställs inför rätta, fälls för överlagt mord och döms till döden genom hängning. Dagen före Margots avrättning söker hennes älskare Mark upp Tony och föreslår honom, att han skall erkänna att han lejt Swann för att mörda Margot – alltså Tonys ursprungliga plan.
Polisen återvänder till lägenheten för att få svar på ytterligare frågor. Tony ställs mot väggen angående några oklarheter kring Swanns möjlighet att ta sig in i lägenheten utan åverkan på varken dörr eller fönster. Tony försöker på ett listigt sätt att lura poliskommissarie Hubbard (John Williams) och tror att han faktiskt har övertygat denne. Men då lurar Hubbard Tony att avslöja var nyckeln till bostaden låg gömd – under dörrmattan. Detta visste inte Margot, och hon frias från alla misstankar och frisläpps.

## Rollista
| Ray Milland     | – Tony Wendice                               |
| Grace Kelly     | – Margot Mary Wendice                        |
| Robert Cummings | – Mark Halliday                              |
| John Williams   | – kommissarie Hubbard                        |
| Anthony Dawson  | – Charles Alexander Swann ("Kapten Lesgate") |
| Leo Britt       | – berättare                                  |
| Patrick Allen   | – konstapel Pearson                          |
| George Leigh    | – konstapel Williams                         |

## Bilder

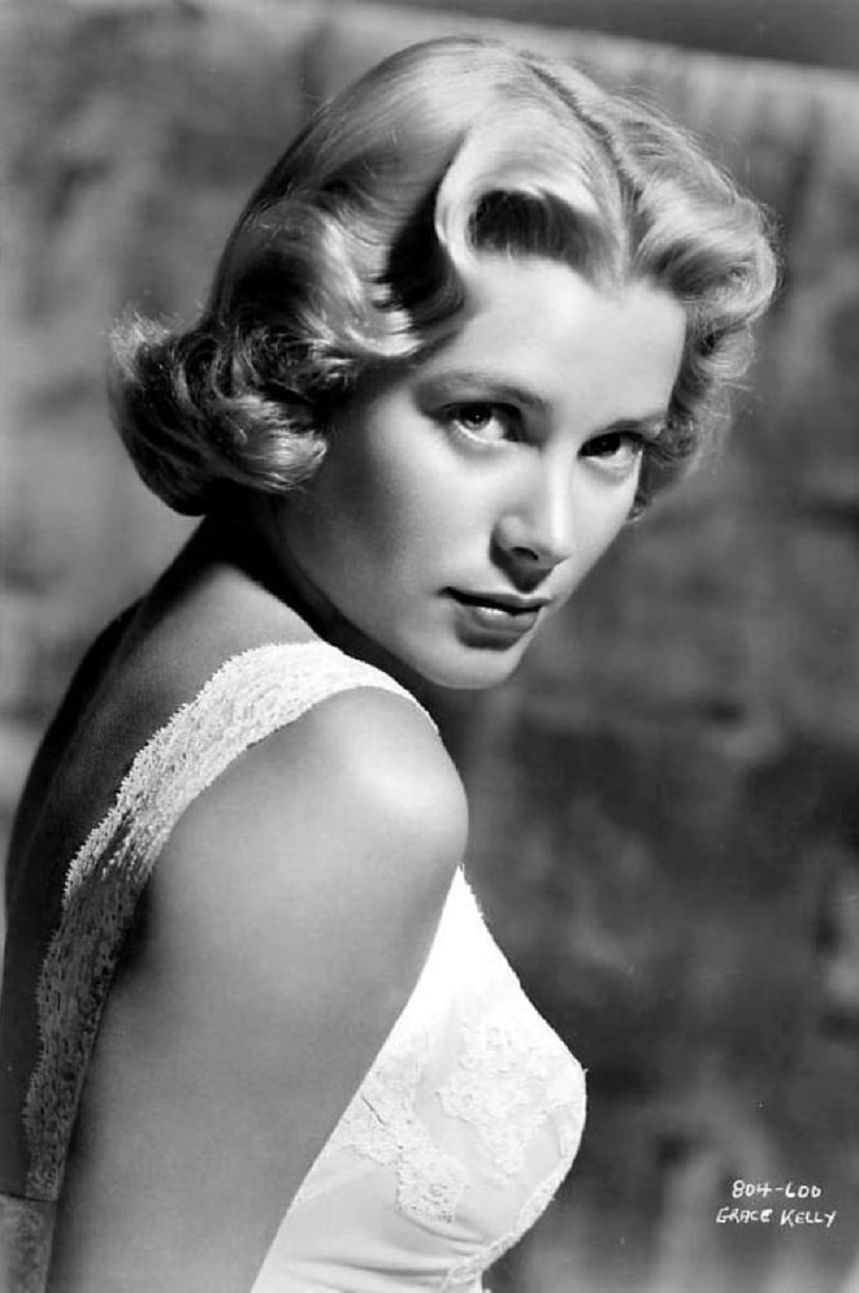
Grace Kellys promofotografi.
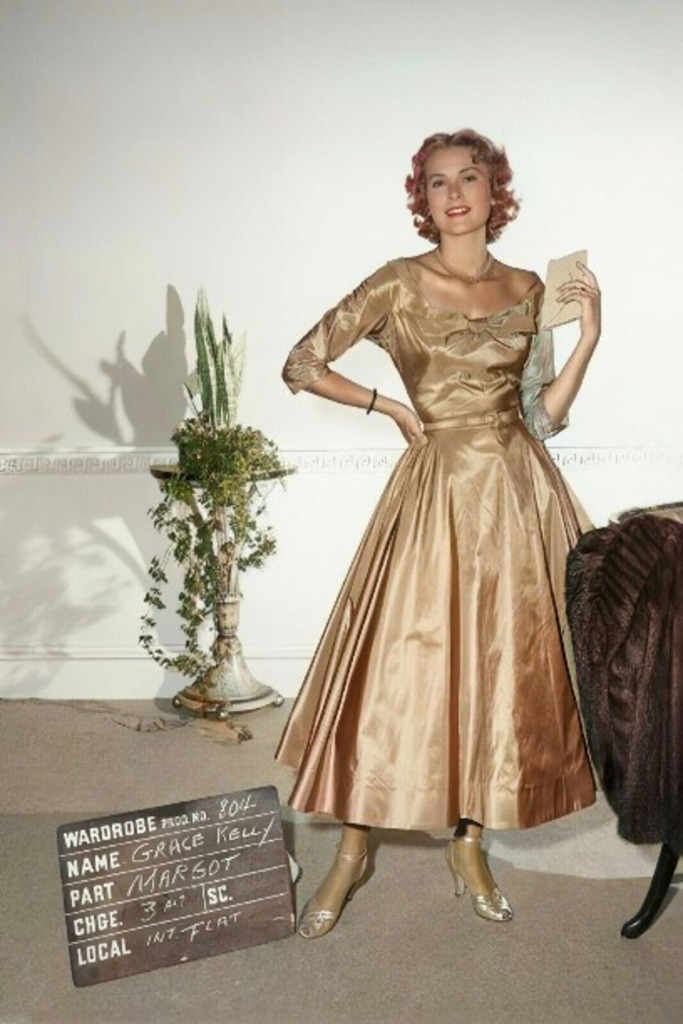
Grace Kellys promofotografi.
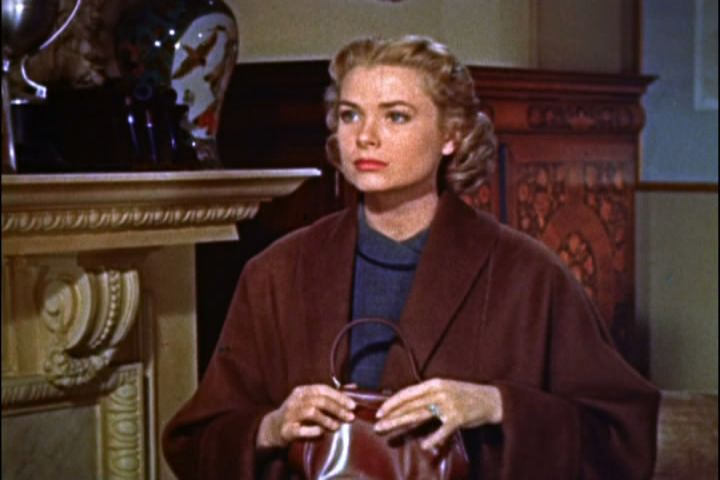
Grace Kelly som Margot Wendice.
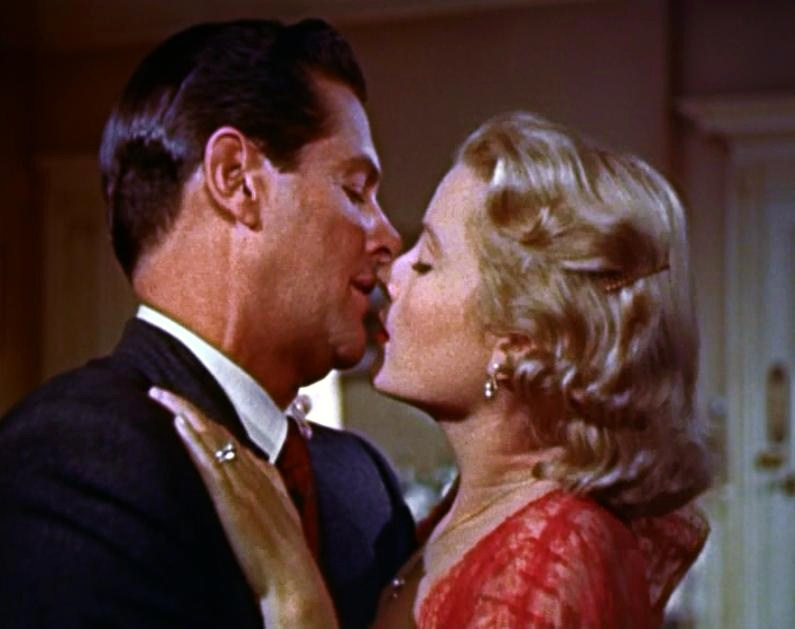
Robert Cummings och Grace Kelly.